# Fernando Cabrera (Musiker)

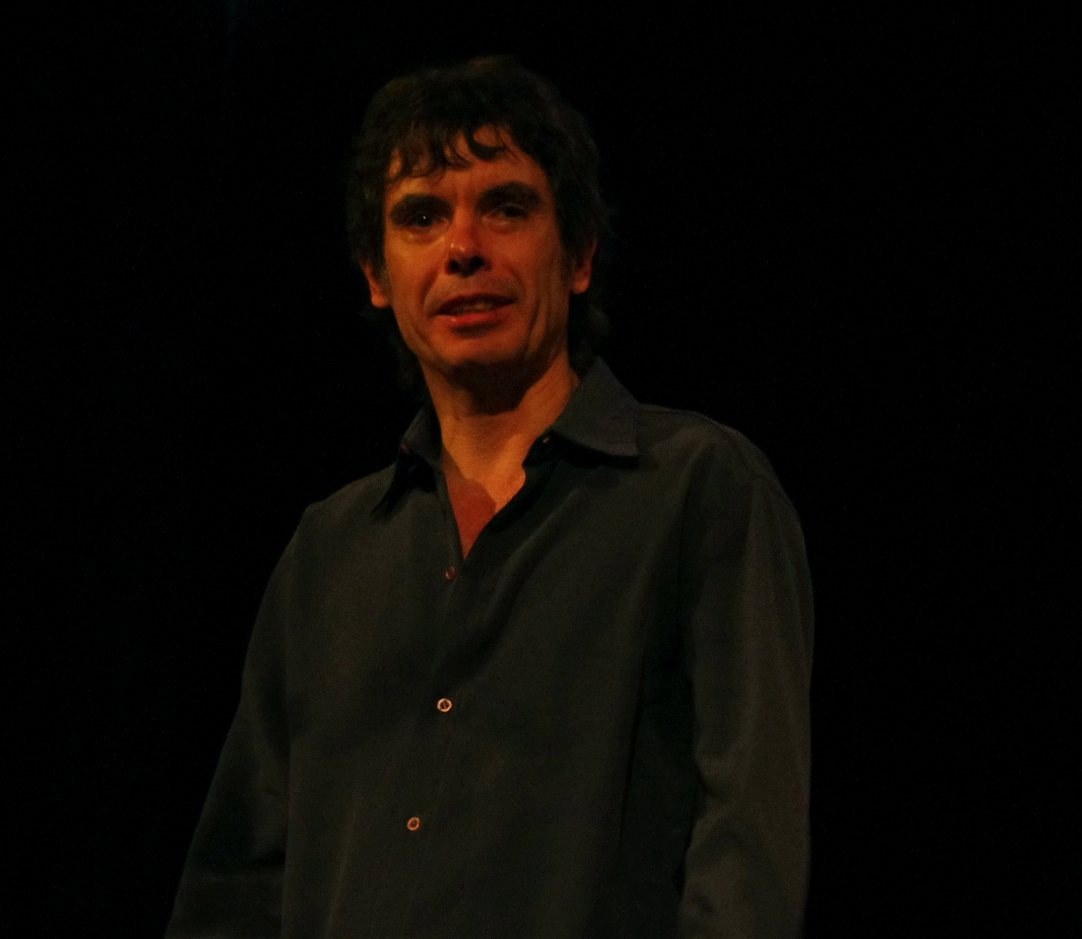
Fernando Cabrera (2011)

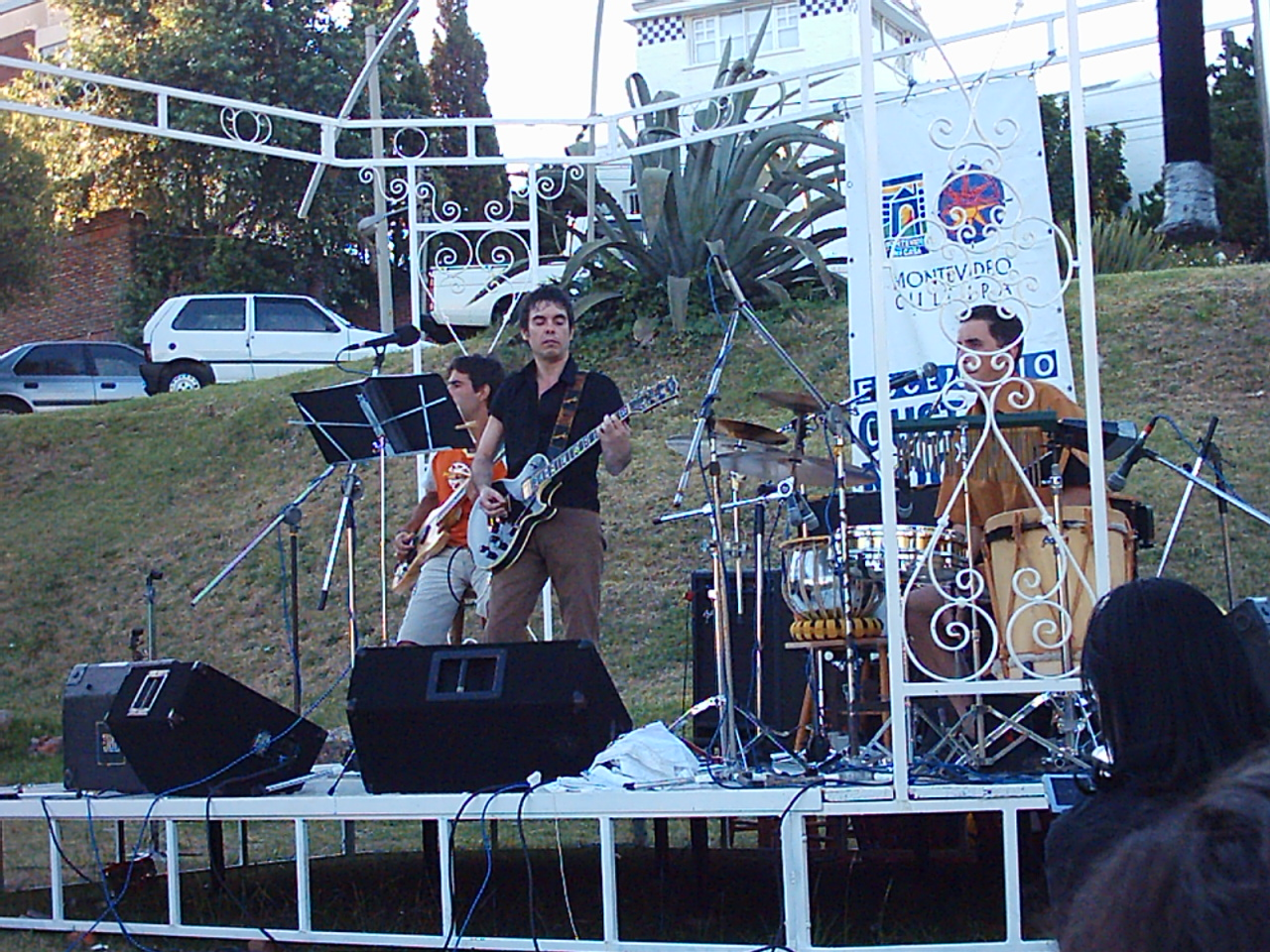
Fernando Cabrera

Fernando Cabrera (* 8. Dezember 1956 in Montevideo) ist ein uruguayischer Gitarrist, Sänger und Komponist der uruguayischen Populärmusik.
Cabrera wurde im montevideanischen Viertel Paso Molino geboren. Seine musikalische Ausbildung begann im Alter von sechs Jahren mit dem Erlernen des Gitarrenspiels bei Porrati de Marín. 1977 trat er erstmals als Mitglied der Gruppe Montresvideo in Erscheinung. Später schloss er sich dann Baldío an. Mit beiden Gruppen veröffentlichte er jeweils ein Album. Die beinhalteten Lieder stammten dabei größtenteils aus seiner Feder. Seine Solo-Karriere begann er im Jahre 1984 mit dem bei Ayuí / Tacuabé erschienenen Album El viento en la cara. Es folgten 15 weitere musikalische Werke, von denen fünf Schallplatten bei diversen Labeln und sechs bei Ayuí/Tacuabé erschienen. 1992 erschien mit 56 canciones y un dialógo ein Buch mit seinen selbstgeschriebenen Liedtexten und weiteren Gedichten. Das 1994 veröffentlichte El Dirigible war die Musik zum gleichnamigen Film. Diese wurde im Folgejahr beim Festival von Cartagena als beste Musik ausgezeichnet. Auch als Theaterkomponist trat Cabrera bereits in Erscheinung.

## Diskographie

### Alben
- MonTRESvideo (1981)
- Baldío (1983)
- El viento en la cara (1984)
- Autoblues (1985)
- Buzos Azules (1986)
- Mateo & Cabrera (Live-Album mit Eduardo Mateo, 1987)
- El tiempo está después (1989)
- Década (Ayuí / Tacuabé a/e74k, 1989)
- Fines (Ayuí / Tacuabé ae116cd, 1993)
- El Dirigible (Original-Soundtrack des gleichnamigen Films. Ayuí / Tacuabé ae127cd, 1994)
- Río (Ayuí / Tacuabé ae147cd, 1995)
- Ciudad de la Plata (Ayuí / Tacuabé ae193cd, 1998)
- Viveza (Ayuí / Tacuabé ae260cd, 2002)
- Bardo (Ayuí / Tacuabé ae300cdm, 2006)
- Ámbitos (aufgenommen gemeinsam mit Eduardo Darnauchans im Teatro Solís 1991. Ayuí / Tacuabé ae330cd. 2008)

### Neuauflagen und Compilations
- Mateo & Cabrera (mit Eduardo Mateo. Ayuí / Tacuabé ae231cd)
- El tiempo en la cara (einschließlich seiner Platten El viento en la cara und El tiempo está después. Ayuí / Tacuabé ae111cd, 1995)
- Tránsito (Ayuí / Tacuabé und Posdata pd 2011, 1999)
- Noventa (einschließlich der Lieder der Platten Fines, Música para El Dirigible, Río y Ciudad de la Plata. Ayuí / Tacuabé ae324cd, 2007)
- El tiempo está después (2004)
- El tiempo en la cara (einschließlich der Platten El viento en la cara und El tiempo está después. Bizarro Records. 2006)